# Hans von Ziegesar
Hans Adolf Friedrich Christian von Ziegesar (* 11. Juli 1891 in Freiberg; † 3. Mai 1946 in Ingolstadt) war ein deutscher Generalmajor der Wehrmacht im Zweiten Weltkrieg.

## Leben

### Herkunft
Hans von Ziegesar entstammte dem alten brandenburgischen Adelsgeschlecht von Ziegesar. Er war das älteste von vier Kindern des sächsischen Geheimen Kriegs- und Regierungsrates Friedrich von Ziegesar (1864–1940) und dessen Ehefrau Margarete, geborene von Engel (1865–1935).

### Werdegang
Hans von Ziegesar trat im Frühjahr 1911 als Fahnenjunker in das 2. Grenadier-Regiment Nr. 101 „Kaiser Wilhelm, König von Preußen“ der Sächsischen Armee ein und avancierte bis 9. August 1912 zum Leutnant. Während des Ersten Weltkriegs nahm er mit seinen Regiment im Verbund der 23. Infanterie-Division an den Kämpfen an der Westfront teil. In der Schlacht an der Somme konnte er sich als Führer der 5. Kompanie mehrfach bewähren. Es gelang Ziegesar am 6. September 1916 eine vom Gegner eingenommene und zur Verteidigung eingerichtete Stellung südwestlich von Chaulnes wieder zu erobern und in den kommenden Tagen gegen starke Gegenangriffe zu verteidigen. Dabei konnte er einhundert Gefangene machen und wurde am 7. Dezember 1916 mit dem Ritterkreuz des Militär-St.-Heinrichs-Orden beliehen. Im weiteren Kriegsverlauf stieg er mit Patent vom 28. November 1917 zum Oberleutnant auf und wurde außerdem mit beiden Klassen des Eisernen Kreuzes sowie mit dem Ritterkreuz II. Klasse des Verdienst- und des Albrechts-Orden mit Schwertern ausgezeichnet.
Nach dem Krieg wurde er in die Reichswehr übernommen und war 1923 in der 2. Eskadron des 10. (Preußisches) Reiter-Regiments. Im darauffolgenden Jahr war er im 10. (Sächsisches) Infanterie-Regiment. Am 1. Februar 1926 wurde er zum Hauptmann befördert und war auch 1928 noch im 10. Infanterie-Regiment. 1931 war er im 14. (Badisches) Infanterie-Regiment.
Ab 13. Mai 1934 war er im Heerespersonalamt im OKH und ab 1. Januar 1937 Oberstleutnant. Ab 1. August 1939 diente er im Stab des Gruppenkommandos 3. Zu Beginn des Zweiten Weltkriegs war er erkrankt und bis 1. September 1939 nicht verwendungsfähig. Am 1. Oktober 1939 wurde er zum Oberst befördert. Ab Dezember 1940 war er Stadtkommandant in Freiburg im Breisgau.
Im Januar 1943 wurde er zum Wehrmachtskommandanten von Leipzig ernannt und am 1. April 1944 zum Generalmajor befördert. In den letzten Kriegstagen im April 1945 verfügte er über begrenzte Verteidigungskräfte, darunter ein unvollständig ausgebildetes Infanterie-Ausbildungs- und Ersatzbataillon sowie acht Volkssturm-Bataillone. Er sah wohl keine Möglichkeit für eine Verteidigung der Stadt, sodass er am 17. April 1945 durch Oberst Hans von Poncet als Kampfkommandant abgelöst wurde.
Nach Kriegsende geriet von Ziegesar in amerikanische Kriegsgefangenschaft und verstarb am 3. Mai 1946 in einem Lager in Ingolstadt.

### Familie
Am 12. November 1919 heiratete er in Dresden Elinor von Kaufmann (1896–1980). Sie war die Tochter Margarethe Richter und des späteren sächsischen Generalleutnants Benno von Kaufmann und der Margarethe Richter. Die Ehe wurde am 17. August 1927 geschieden. Elionor heiratete nachfolgend den Oberst Bernhard von Foris. Hans von Ziegesar heiratete in zweiter Ehe die Fabrikantentochter Herta Bentner. Aus beiden Ehen sind Kinder, eine Tochter Christa aus erster Ehe, aus der zweiten Ehe die Tochter Brigitte und der Sohn Hans-Hermann von Ziegesar (1934–1946).